# گمینا اوپینوگورا گورنا
گمینا اوپینوگورا گورنا (به لهستانی:  Gmina Opinogóra Górna) یک گمینا در لهستان است که در شهرستان چیخانوف واقع شده‌است. گمینا اوپینوگورا گورنا ۱۳۹٫۷۶ کیلومتر مربع مساحت و ۵٬۹۸۲ نفر جمعیت دارد.